# Jerry van Rooyen
Jerry van Rooyen geboren als Gerard Gijsbertus Jacobus van Rooijen (Den Haag, 31 december 1928 – Goor, 14 september 2009) was een Nederlandse trompettist, arrangeur, orkestleider en componist.

## Biografie
Jerry van Rooyen studeerde van 1947 tot 1950 trompet aan het conservatorium van Den Haag. Tijdens een studentenuitwisseling raakten hij en zijn twee jaar jongere broer Ack van Rooyen in de ban van de jazzscene in New York. Daardoor ontpopten zij zich als wegbereiders voor de moderne jazz in Nederland.

## Big bands
In 1955 traden ze beiden als trompettist toe tot radio-orkest The Ramblers, waarvoor Van Rooyen ook ging arrangeren. Hij ontwikkelde zich als arrangeur en componist toen hij als trompettist problemen kreeg met zijn mondaanzet of embouchure.
In zijn lange muzikale carrière werkte hij met beroemdheden als Marlène Dietrich, Quincy Jones, Stan Getz, Max Roach en Michel Legrand. 
Hij leidde verscheidene bigbands in Parijs, Berlijn (Sender Freies Berlin, vanaf 1965), Keulen (WDR Big Band, 1985-1995). Vanaf 1983 was hij orkestleider bij het Dutch Jazz Orchestra, dat onder meer werken van Billy Strayhorn speelde.
In Hilversum was hij gastdirigent en gastarrangeur bij het Metropole Orkest. Vanaf 1988 werd hij daar met onder meer Harry van Hoof invaller voor de jong gestorven orkestleider Rogier van Otterloo. Hij schreef honderden arrangementen en composities voor al deze jazzorkesten.

## Olympische Spelen
In 1972 was hij een van de drie componisten van de openingsmuziek van de Olympische Spelen in München.

## Filmmuziek
Van Rooyen schreef vanaf het midden van de jaren zestig muziek voor horror- en spionagefilms in het B-genre, waaronder de film Wie kurz ist die zeit zu lieben (1970) van regisseur Pier Caminnecci. In de jaren negentig verscheen een cd met een selectie van deze filmmuziek.

## Jerry van Rooyen Award
Het jazzfestival in Maastricht reikt ieder jaar een naar Van Rooyen vernoemde award uit "aan een persoon, groep of beweging die uitzonderlijk bijdraagt aan de verrijking van de jazzcultuur in onze regio".

## Discografie
- At 250 Miles Per Hour, 1997
- Dutch Jazz Giants volume 2 (Jerry van Rooijen Jazz Orchestra), 1999
- On Scene With Dutch Jazz, Timeless, 2000
- The Charm of You